# Megacyllene antennata
Megacyllene antennata es una especie de escarabajo longicornio del género Megacyllene, tribu Clytini, subfamilia Cerambycinae. Fue descrita científicamente por White en 1855.

## Descripción
Mide 12-25 milímetros de longitud.

## Distribución
Se distribuye por Estados Unidos y México.